# 戶田一西
戶田一西（日语：／ Toda Kazuaki，1543年—1604年8月20日）是日本戰國時代至江戶時代初期武將、大名，德川氏家臣，近江大津藩和膳所藩首任藩主，大垣藩戶田家初代，父親是多米戶田氏的戶田氏光。

## 生涯
以一西為家祖的大垣藩主戶田家原本是戶田氏宗家的支流，但是在一西的一代獨立出來，德川氏賜予一西家系的待遇與宗家同等，另外亦有說法認為一西是從他家而來的養子。
一西生於三河國吉田（現愛知縣豐橋市）。永祿年間，一西領受三河國渥美郡多米地域，後來在進攻吉田城的時候出仕德川家康，成為三河譜代家臣。天正3年（1575年），一西就任從五位下采女正。天正18年（1590年）爆發的小田原征伐中，一西亦有參戰，並且攻佔伊豆國山中城。同年，一西跟隨家康入主關東，並且獲賞賜武藏國鯨井（現埼玉縣川越市鯨井）5,000石。
慶長5年（1600年）爆發的關原之戰中，一西跟隨德川秀忠進攻信濃上田城的真田昌幸，最終秀忠無法趕及參與關原之戰，家康為此大怒，並且責問秀忠身邊的人為何未有進諫時，一西表明自己曾經進諫，但是未獲接納，家康聞悉後希望大家多聽取一西的意見，並且親手將采配授予一西，他接受時不禁哽咽落淚。慶長6年（1601年）2月，一西奉家康之命在近江國膳所築城，並且憑此功績獲賞賜膳所3萬石，建立膳所藩。一西為了整頓藩政，獎勵紅蜆漁獲豐盛的漁民，膳所頓時成為紅蜆的主要產地，一西的通稱亦由左門變為「左門蜆」，出產自膳所的蜆汁甚至成為京都早餐必備的食物。
慶長9年（1604年），一西死去，享年62歲，死因是墮馬。家督之位由長子戶田氏鐵繼承。明治42年（1909年）9月11日，一西獲追贈為從三位，並且在大垣市的常葉神社受到代代子孫的供奉。